# F1 Grand Prix
F1 Grand Prix – gra autorstwa firmy Traveller’s Tales. Gra została wydana przez Sony Computer Entertainment 1 września 2005 roku na Świecie, Europie i Polsce a 15 października 2005 roku w Stanach Zjednoczonych.

## Odbiór gry
Serwis Eurogamer dał grze 6 punktów na 10. Agregator GameRankings dał grze 61,50 na 100 punktów.